# Выступление Керенского — Краснова
Выступление Керенского — Краснова, Мятеж Керенского — Краснова (26 октября (8 ноября) — 31 октября (13 ноября) 1917) — наступление казачьих частей 3-го кавалерийского корпуса под командованием министра-председателя Временного правительства А. Ф. Керенского и командира корпуса генерала П. Н. Краснова на Петроград с целью восстановления власти Временного правительства.

## 25-29 октября. Действия Керенского и генерала Краснова
25 октября (7 ноября) министр-председатель Временного правительства А. Ф. Керенский бежал из Зимнего дворца в Петрограде в расположение штаба Северного фронта во Пскове. Керенский рассчитывал найти в окрестностях Петрограда вызванные с фронта верные Временному правительству части, однако их не оказалось ни в Гатчине, ни в Пскове.
Как пишет российский историк Г. З. Иоффе, в обстановке начавшейся революции выяснилось, что «с разгромом корниловщины Керенский потерял те силы, которые могли бы противостоять левым радикалам, прежде всего большевикам, в случае их … попытки свержения Временного правительства: ведь правый фланг политического фронта, ударную силу которого составляли главным образом военные, оказался им, Керенским, разрушен».
Уже в ходе II Съезда Советов на сторону большевиков перешли высланные Керенским части самокатчиков, стало также известно о нежелании Северного фронта участвовать в подавлении революции.
Все попытки Керенского в штабе Северного фронта организовать движение на Петроград хотя бы какой-то группы войск наталкивались на сопротивление командующего фронтом генерала В. А. Черемисова. Черемисов занял «нейтральную» позицию — он отказался снимать с фронта части для подавления революции и заявил, что не гарантирует безопасности самого Керенского. Он то отдавал приказ войскам грузиться в эшелоны для движения на Петроград, то отменял его, не желая, по его словам, «вмешиваться в петроградскую передрягу».
Как пишет Г. З. Иоффе, комиссар Северного фронта В. С. Войтинский с большим трудом сумел сговориться с командиром 3-го конного корпуса генералом П. Н. Красновым (после неудачного похода генерала Л. Г. Корнилова на Петроград в августе 1917 г. силы корпуса были разбросаны по разным гарнизонам в прифронтовой полосе) о том, что несколько казачьих сотен пойдут против большевиков в Петроград. Об этом сообщили Керенскому, и он тут же присоединился к Краснову.
Казаки, участвовавшие в августе в Корниловском выступлении, не испытывали особого желания воевать за дискредитировавшее себя правительство.
По описанию историка русской революции Суханова Н. Н.,

…Произошла характерная сцена. Керенский протягивает руку офицеру-рассказчику, который вытянулся перед ним. Офицер продолжает стоять вытянувшись, с рукой под козырек. Керенский ставит на вид: «Поручик, я подаю вам руку». Поручик рапортует: «Г. Верховный главнокомандующий, я не могу подать вам руки, я — корниловец»… 
Совершенная фантасмагория! Керенский идет на революционный Петербург во главе войск, недавно объявленных им мятежными. Среди их командиров нет человека, который не презирал бы Керенского как революционера и губителя армии. Не вместе ли с большевиками отражал и шельмовал эти войска два месяца назад этот восстановитель смертной казни, этот исполнитель корниловской программы, этот организатор июньского наступления?

Утром 26 октября (8 ноября) Керенский отдал приказ о движении войск на Петроград. Вечером первые эшелоны казаков проследовали через Псков на Гатчину. Для похода на Петроград Краснов собрал лишь около 10 сотен казаков 1-й Донской и Уссурийской дивизий, дислоцировавшихся в районе штаба корпуса в городе Остров, к которым позднее присоединилось около 900 юнкеров, несколько артиллерийских батарей и бронепоезд. Ставка верховного главнокомандующего во главе с генералом Духониным, командование фронтов и армий пытались бросить на помощь «мятежникам» новые силы, но большая часть вызванных войск отказалась выполнить приказ, встав на сторону советской власти или объявив нейтралитет; 13-й и 15-й Донские казачьи полки 3-го корпуса не были выпущены из Ревеля местным ВРК.
27 октября (9 ноября) казачьи части без боя заняли Гатчину, охранявшуюся ротой Измайловского полка и небольшим отрядом матросов. В этот день Керенский объявил Краснова командующим войсками Петроградского военного округа на правах командующего армией. 28 октября (10 ноября) казаки после небольшой перестрелки и длительных переговоров с солдатами стрелковых полков, составлявших гарнизон Царского Села, заняли Царское Село, выйдя на ближайшие подступы к столице. Основные силы «мятежников», однако, группировались в Гатчине, из-за чего в советских источниках выступление иногда называлось «гатчинским мятежом».
28 октября в эсеровской газете «Дело народа» был напечатан приказ генерала Краснова, в котором он объявлял о своём походе на Петроград и призывал столичный гарнизон к полному повиновению власти Временного правительства.
В воскресенье 29 октября (11 ноября) Краснов активных действий не предпринимал, оставаясь в Царском Селе и дав отдых казакам. Он активно пытался добиться отправки ему войск с фронта (из 5-й и 12-й армий), но потерпел полную неудачу. В этот день в Петрограде произошло юнкерское восстание, завершившееся поражением.

## 26-29 октября. Действия ВРК
Оборону столицы возглавил большевистский Петроградский ВРК. 26 октября (8 ноября) ВРК предписал железнодорожникам заблокировать передвижение в сторону Петрограда эшелонов с казаками генерала Краснова, что и было выполнено. 27 октября (9 ноября) ВРК отдал приказ о боевой готовности Петроградского гарнизона; к Красному Селу и Пулкову были выдвинуты революционные полки, отряды балтийских моряков и Красной Гвардии. В частности, 27 октября на общем митинге 176-го запасного пехотного полка в Красном Селе благодаря решительным действиям военного комиссара И. З. Левенсона, несмотря на противодействие полкового комитета, была принята резолюция о выступлении всего полка на защиту Петрограда. К нему присоединился соседний 171-й запасной пехотный полк.
В ночь на 28 октября (10 ноября) ЦК РСДРП (б) и СНК создали специальную комиссию во главе с В. И. Лениным для руководства обороной Петрограда и ликвидацией мятежа. Днём Ленин прибыл в штаб Петроградского военного округа, где находилось командование революционных сил, и фактически возглавил его работу. От имени СНК Ленин назначил главнокомандующим войсками округа председателя ВРК Н. И. Подвойского. Для непосредственного руководства боевыми действиями революционных войск был создан военный штаб в составе Н. И. Подвойского, В. А. Антонова-Овсеенко, К. С. Еремеева, К. А. Мехоношина, П. Е. Дыбенко и др. Был выработан план действий, согласно которому Петроград объявлялся на осадном положении; приводились в полную боевую готовность отряды Красной гвардии, все силы и средства, находившиеся в Петрограде, Гельсингфорсе, Выборге, Кронштадте, Ревеле, на Балтийском флоте и Северном фронте; на ближайших подступах к Петрограду создавались оборонительные рубежи, принимались срочные меры к тому, чтобы не допустить подхода с фронта частей, вызванных Керенским на помощь.
По личному указанию Ленина Центробалт направил на Неву боевые корабли, чтобы прикрыть силы большевиков корабельной артиллерией. Совместно с представителями Военно-морского революционного комитета Ленин разработал план расстановки военных кораблей на Неве; в Кронштадте формировались дополнительные отряды моряков. Ленин провёл совещания с представителями партийных организаций, фабзавкомов крупнейших заводов, районных Советов, профсоюзов и воинских частей. В ночь на 29 октября (11 ноября) Ленин и Л. Д. Троцкий лично побывали на Путиловском заводе для проверки подготовки артиллерийских орудий и бронепоезда для борьбы с мятежниками. В тот же день Троцкий прямо с заседания Петросовета лично отбыл на Пулковские высоты, туда же прибыл П. Е. Дыбенко. Ленин провёл совещание с членами ВРК, выступал на собрании полковых представителей гарнизона. Каждый завод, район, воинская часть получили конкретные задания по обороне Петрограда. 29 октября (11 ноября) ВРК направил около 20 тыс. человек на создание оборонительного рубежа «Залив-Нева». Они строили баррикады, устанавливали проволочные заграждения, рыли окопы и были готовы в любой момент поддержать войска, находившиеся на передовых позициях.
По призыву большевиков на оборону Петрограда выступили 2 тыс. красногвардейцев с Путиловского завода, 3 тыс. с Трубочного и других заводов, 500 — с «Треугольника», отряды Красной гвардии всех районов города, группы Красного Креста из женщин-работниц, тысячи балтийских матросов и солдат гарнизона столицы.
Всего против частей Керенского — Краснова большевики сумели направить значительные силы: от 10 до 12 тысяч вооружённых красногвардейцев, около 10 000 матросов и 4000–5000 солдат.

## 29 октября. Юнкерское выступление в Петрограде
29 октября (11 ноября) меньшевистско-правоэсеровский Комитет спасения Родины и революции поднял мятеж в Петрограде. Центром восстания стал Инженерный замок, а основной вооружённой силой — размещавшиеся в нём юнкера Николаевского инженерного училища. Бывший командующий Петроградским военным округом Г. П. Полковников (смещённый с этой должности Временным правительством 25 октября (7 ноября)) объявил себя командующим «войсками спасения» и своим приказом запретил частям округа исполнять приказы ВРК. На какое-то время мятежникам удалось захватить телефонную станцию и отключить Смольный, арестовать часть комиссаров ВРК и начать разоружение красногвардейцев, однако основная масса войск Петроградского гарнизона к мятежу не присоединилась. Уже к 1100 29 октября силы ВРК отбили телефонную станцию и превосходящими силами окружили Инженерный замок. Окончательно выступление было подавлено к утру 30 октября (12 ноября).
Краснов очень рассчитывал на присоединению к мятежу расквартированных в Петрограде 1-го и 4-го казачьих полков, но они после длительных колебаний и митингов поддались агитации большевистских агитаторов и перешли на сторону Советской власти. Новость об этом оказала сильное деморализующее влияние на части Краснова.

## 30 октября. Боевое столкновение
Общее командование войсками, направленными на подавление выступления Керенского — Краснова, с 30 октября (12 ноября) 1917 осуществлял М. А. Муравьёв, который 27 октября (9 ноября) 1917 вошёл в штаб Петроградского ВРК, 28 октября (10 ноября) 1917 был назначен начальником обороны Петрограда, а 29 октября (11 ноября) 1917 — главнокомандующим войсками Петроградского военного округа. Помощником Муравьёва был В. А. Антонов-Овсеенко, начальником штаба (фактически руководившим боем) — полковник П. Б. Вальден (в то время он был выборным командиром 2-го гвардейского стрелкового резервного полка в Царском Селе), комиссаром — К. С. Еремеев.
К началу решающего сражения революционные войска, сосредоточенные непосредственно на передовых позициях, насчитывали 10-12 тыс. бойцов. Они были разделены на 2 отряда: Пулковский во главе с полковником Вальденом (входившими в отряд матросами командовал П. Е. Дыбенко) и Красносельский, который возглавляли офицеры-большевики Ф. П. Хаустов и В. В. Сахаров, освобождённые 25 октября из «Крестов», где они содержались под следствием в связи с их участием в июльских событиях.
Утром 30 октября (12 ноября) войска Краснова, поддерживаемые артиллерией и бронепоездом, начали наступление в районе Пулкова. К этому времени революционные силы были сосредоточены на трёх участках: на правом, у Красного Села,— балтийские матросы под командованием П. Е. Дыбенко; в центре Пулковских высот — красногвардейцы под командованием К. С. Еремеева; на левом, у Пулкова, — революционные солдаты под командованием В. А. Антонова-Овсеенко. Отряды, выделенные в резерв, находились в районе Колпина, Ораниенбаума и в тылу пулковских позиций. Революционные войска поддерживали артиллерийская батарея, располагавшаяся у Пулковской обсерватории (орудия удалось доставить с одного из кронштадтских фортов усилиями Ф. Ф. Раскольникова), три броневика и блиндированный поезд путиловцев под командой А. Е. Зайцева, курсировавший по Николаевской железной дороге. Главный удар Краснов наносил по центральному боевому участку, в надежде, что отряды красногвардейцев не выдержат сильного натиска казаков и оставят занимаемые позиции. Однако красногвардейцы, успешно отбив все атаки противника, после многочасового боя сами перешли в решительную контратаку. Краснов ждал подкреплений, но они не подходили, хотя Керенский обещал, что на помощь вот-вот подойдут части 33-й и 3-й Финляндских дивизий. Тогда Краснов приказал отойти в Гатчину и ждать подкреплений там. Под угрозой окружения казаки, бросив артиллерию, оставили Царское Село.
Ещё до боя к мятежникам присоединился Борис Савинков — узнав в Петрограде о том, что Краснов занял Царское Село, Савинков со своим адъютантом под видом рабочих сумели миновать красногвардейские патрули и добраться до Царского Села, а затем и Гатчины, где находился Керенский. Савинков пытался убеждать казаков во что бы то ни стало продолжать борьбу с большевиками, но председатель казачьего комитета есаул Ажогин заявил ему, что если он приехал защищать и спасать Керенского, то его миссия напрасна. Ажогин сказал, что казаки готовы предложить формирование правительства Г. В. Плеханову, который в это время жил в Царском Селе, и попросил Савинкова переговорить с Плехановым. Переговоры состоялись, но результатов не дали.
Стремясь обеспечить подкрепления для Краснова, Савинков добрался до Пскова, в штаб Северного фронта, но штабные офицеры дали ему понять, что генерал Черемисов вряд ли отдаст чёткий приказ о поддержке Краснова, а если Савинков будет настаивать, дело вообще может дойти до его ареста. И к Черемисову Савинков уже не пошёл.
Между тем красновские казаки быстро договорились с прибывшими в Гатчину большевиками Дыбенко и Трухиным об условиях перемирия: «красные» пропускают казаков на Дон, а большевики арестовывают Керенского, сохраняют своё правительство, но не включают туда Ленина и Троцкого. Как пишет Иоффе, «он <Трухин> и Дыбенко понимали, что всем договорённостям с красновскими казаками копейка цена, и на словах соглашались на всё, лишь бы поставить окончательную точку в этом красновском походе».
Во время переговоров с казаками Дыбенко в шутку предложил им «обменять Керенского на Ленина», после чего Керенский, переодевшись матросом, бежал на автомобиле из расположения войск генерала Краснова. По воспоминаниям Троцкого, «Керенский бежал, обманув Краснова, который, по-видимому, собирался обмануть его. Адъютанты Керенского и состоявший при нём Войтинский были покинуты им на произвол судьбы и взяты нами в плен, как и весь штаб Краснова». По воспоминаниям генерала Краснова, он сам предложил Керенскому бежать.

## 31 октября — 1 ноября. Окончательное подавление выступления
31 октября в 210 ночи Троцкий, на тот момент лично находившийся в Пулкове, от имени Совнаркома отправил в Петроград телеграмму, в которой объявил: 
Попытка Керенского двинуть контрреволюционные войска на столицу революции получила решающий отпор. Керенский отступает, мы наступаем. Солдаты, матросы и рабочие Петрограда доказали, что умеют и хотят с оружием в руках утвердить волю и власть демократии. Буржуазия старалась изолировать армию революции, Керенский пытался сломить её силой казачества. И то, и другое потерпело жалкое крушение… Революционная Россия и Советская власть вправе гордиться своим Пулковским отрядом, действующим под командой полковника Вальдена.

1 (14) ноября во второй половине дня Гатчина была занята отрядами красногвардейцев, революционных солдат и матросов. Мятеж был окончательно подавлен. Казаков отпустили, сам же генерал Краснов сдался большевикам под «честное слово офицера, что не будет более бороться против Советской власти», он вскоре перебрался на Дон, где с марта 1918 года вернулся к активной контрреволюционной деятельности.
После окончательного подавления выступления Керенского − Краснова Муравьёв разослал телеграмму следующего содержания:
Всем Советам рабочих и солдатских депутатов.
30 октября, в ожесточённом бою под Царским Селом, революционная армия наголову разбила контрреволюционные войска Керенского и Краснова.
Именем революционного правительства призываю все вверенные полки дать отпор врагам революционной демократии и принять все меры к захвату Керенского, а также к недопущению подобных авантюр, грозящих завоеваниям революции и торжеству пролетариата.
Да здравствует революционная армия!
— Муравьёв.

## Причины поражения выступления
Говоря о причинах неудачи похода казаков Краснова на Петроград в октябре 1917 г., исследователь М. В. Васильев пишет: «Заранее обречённый на поражение поход казаков Краснова наглядно показал всей России слабость армии, колоссальный раскол нации и полную деморализацию всех здоровых сил, способных, но не желающих сражаться. Усталость от войны, социалистическая пропаганда, проблемы с железнодорожным транспортом, недоверие, а порой и ненависть к столь непопулярному А. Ф. Керенскому, — это лишь немногие причины поражения антибольшевистского похода на Петроград». По оценке исследователя, «Октябрьская революция происходила на фоне массового психологического оцепенения нации, сопряжённого с политическим безразличием народных масс и полной апатией и растерянностью меньшинства… Все те силы, которые были способны дать решительный отпор большевистскому вооружённому перевороту, с первых же дней оказались морально подавлены и деморализованы, и в результате предстали один на один с революционной толпой. Гражданская война ещё только набирала обороты, и необходимо было время для того, чтобы в сознании масс исчезли безразличие, растерянность и иллюзия возможности остаться в стороне от разгорающегося конфликта».
Был потерян темп операции, допущены др. стратегические ошибки.

## Дальнейшие шаги Керенского
Керенский бежал на Дон и в двадцатых числах ноября прибыл в Новочеркасск, однако атаман Каледин отказался с ним сотрудничать.
В январе 1918 года Керенский тайно посетил Петроград, где собирался выступить на заседании Учредительного собрания, куда был избран от Саратовского избирательного округа (см. Список членов Учредительного собрания), однако ЦК партии эсеров запретил ему выступать.
В мае 1918 года Керенский безуспешно пытался примкнуть к московскому отделению эсеровского Союза возрождения России, а после восстания Чехословацкого корпуса — к правительству Комуча в Самаре, однако ЦК партии эсеров и на этот раз высказался против. В июне 1918 года Керенский навсегда покинул РСФСР.

## В это время в России
Одновременно с выступлением Керенского-Краснова происходили бои в Москве, завершившиеся провозглашением власти Советов рабочих и солдатских депутатов.
Кроме того, власть большевиков в Петрограде столкнулась с угрозой бойкота со стороны исполкома железнодорожного профсоюза Викжель. Начались тяжёлые переговоры о предполагаемом создании «однородного социалистического правительства» (правительственной коалиции всех социалистических партий), едва не закончившиеся отставкой «Ленина и Троцкого как персональных виновников Октябрьского переворота».
В этот же период служащие государственных учреждений на какое-то время практически парализовали работу советского правительства забастовками (см. Бойкот Советского правительства госслужащими), а иностранные государства отказались признавать новую власть (см. Дипломатическая изоляция Советского правительства).